# Messe Friedrichshafen

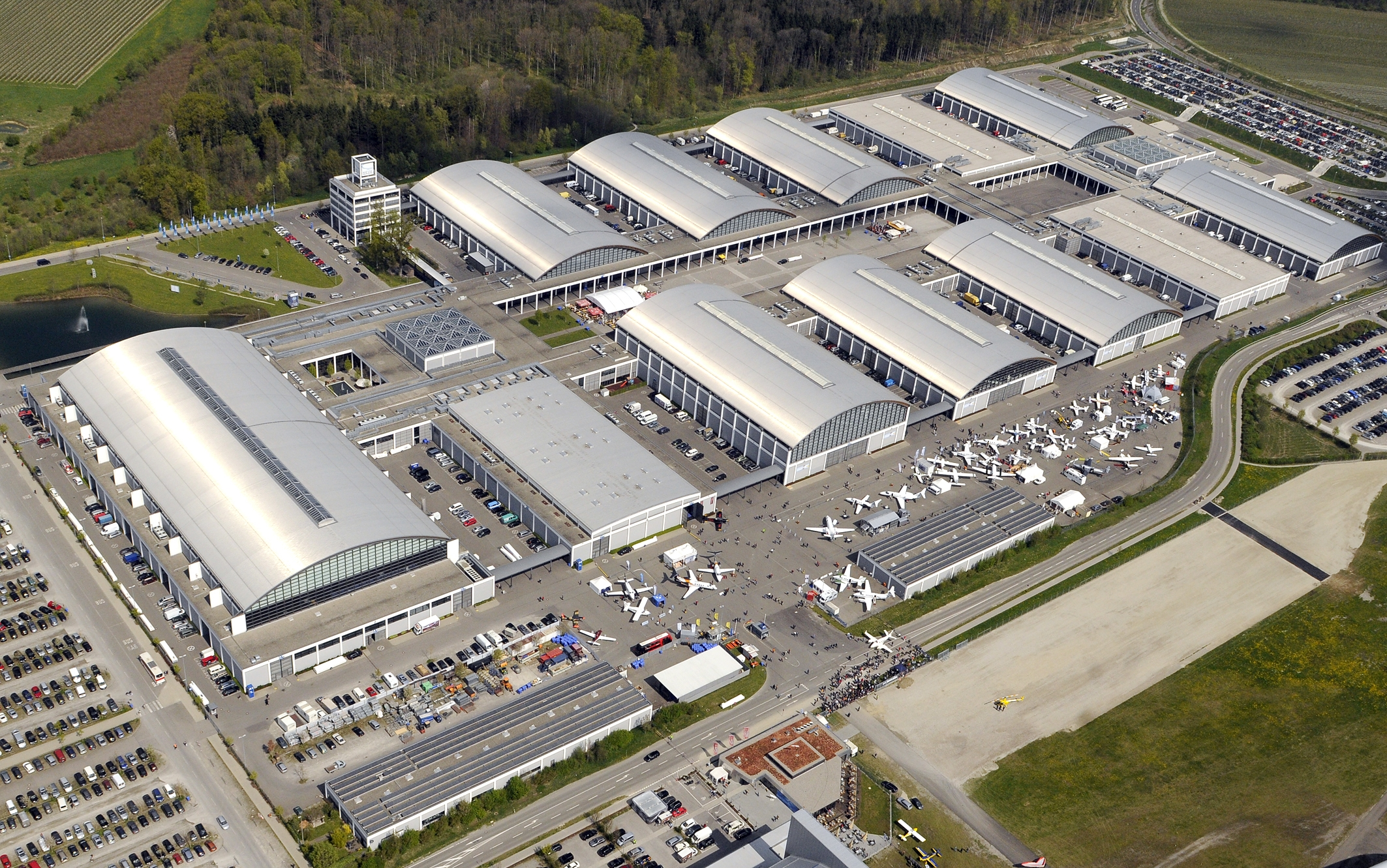
Messe Friedrichshafen während der AERO

Die Messe Friedrichshafen GmbH ist Betreiber des Messegeländes Neue Messe Friedrichshafen, welches eines der modernsten und größten Messegelände in Baden-Württemberg ist. Eigentümer des Messegeländes, der Messegesellschaft wie des Hauptgesellschafters ist mehrheitlich mit rund 97 % die Stadt Friedrichshafen.

## Geschichte
- 1950 wurde mit der Internationalen Bodensee-Messe (IBO) der Grundstein der Messe Friedrichshafen gelegt. Damals fand diese auf einem Schulgelände statt.
- 1954 zog die Messe auf ein größeres Gelände am westlichen Riedlewald.
- 1968 folgt der zweite Umzug auf ein Gelände an der Meistershofener Straße. Dort wurde sie mehrmals erweitert, bis sie in ihrem Wachstum durch die innerstädtische Lage gebremst wurde.
- 2002 erfolgt schließlich der Umzug auf das neu erbaute große Messegelände „Neue Messe“ nordöstlich der Stadt. Auch dieses wurde inzwischen schon durch vier weitere Hallen erweitert. Neben dem großzügigen Außengelände mit 4.500 m² großem Messe-See, 12 Messehallen sowie Tagungs- und Kongressräume bietet das Messegelände auch zwei große Foyers. Eine getrennte Nutzung für verschiedene Veranstaltungen ist problemlos möglich.
- 2019 verliert die Messe Friedrichshafen die Outdoor[2] und 2021 mit dem Niedergang der
- 2021 verliert die Messe Friedrichshafen die Eurobike[3]. Als Folge wird im gleichen Jahr die fairnamic GmbH als Joint Venture[4] mit der Messe Frankfurt gegründet. Der Verlust beider Branchenleitmessen markiert den Absturz von einem internationalen Messestand zum Regionalmessestandort[5].

## Finanzen und Gesellschaftsform
Besitzer des ca. 196 Mio. Euro teuren Baus ist die Stadt Friedrichshafen als Hauptgesellschafter und Darlehengebers mit rund 96 Mio. Euro Einlage zzgl. Zuschüssen und über die städtische Tochtergesellschaft Internationale Bodenseemesse GmbH
- Messe Friedrichshafen GmbH: 50 % Stadt Friedrichshafen und 50 % Internationale Bodenseemesse GmbH
- Internationale Bodenseemesse GmbH: 95 % Stadt Friedrichshafen, 1 % Industrie und Handelskammer Bodensee-Oberschwaben, 1 % Handwerkskammer Ulm, 3 % Landkreis Bodenseekreis[6][7][8].

## Zahlen
- Eröffnung: Juli 2002

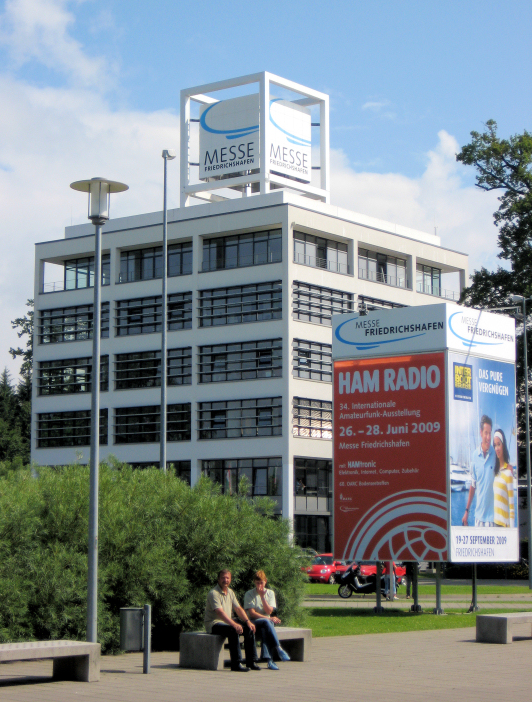
Verwaltungsgebäude der Messe

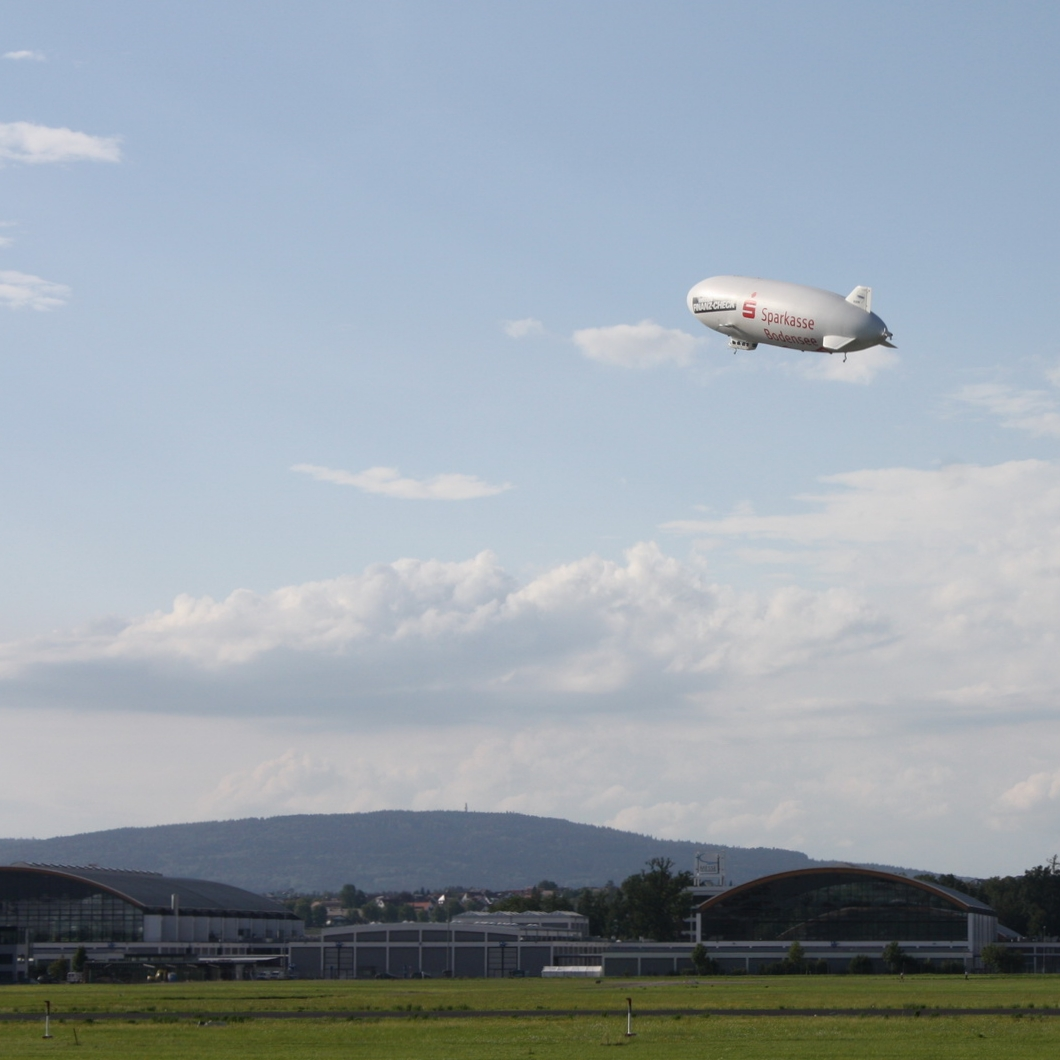
Zeppelin NT über den Messehallen

- Erweiterungen: 2002, 2003 und 2009
- Anzahl Hallen: 12
- Gesamtfläche (Hallen): rund 85.000 m²
- Nutzfläche (Freigelände): 14.500 m², bei verschiedenen Veranstaltungen wird das Freigelände stark erweitert
- Tagungs- und Kongressräume
- Parkplätze: 6.500 Pkw
- Besucher (2018): 765.039, (2023): 558.000
- Umsatz (2009): 25,8 Mio€, (2010): 26,5 Mio€, (2011): 28,9 Mio€, (2013): 28,0 Mio€, (2014): 34,0 Mio€, (2015): 24,0 Mio€, (2016): 34,2 Mio€, (2017): 35,0 Mio€, (2018): 36,0 Mio€, (2019): 26,6 Mio€, (2020):  6,2 Mio€, (2021): 16,6 Mio€, (2022): 11,9 Mio€, (2023): 20,4 Mio€, (2024): 22,0 Mio€

## Bekannteste Messen und Veranstaltungen
- AERO Friedrichshafen (Luftfahrtmesse)
- Fakuma (Internationale Fachmesse für Kunststoffverarbeitung)
- Ham Radio (internationale Messe für Amateurfunk, seit 1976)
- IBO – Internationale Bodenseemesse
- Interboot (Wassersportmesse, seit 1962)
- Tuning World Bodensee
- Motorworld Classics Bodensee

## Verkehrsanbindung
Das Messegelände liegt nörd-östlich der Stadt Friedrichshafen gegenüber dem Flughafen und unmittelbar neben dem Zeppelin-Hangar. Das Gelände ist mittels öffentlichem Busverkehr zu erreichen, außerdem verkehrt während der Messetage ein Shuttlebus zwischen dem Bahnhof, dem Flughafen und dem Messegelände.